# تاتارلی (شمکور)
تاتارلی (به لاتین: Tatarlı) یک منطقه مسکونی در جمهوری آذربایجان است که در شهرستان شمکور واقع شده است. تاتارلی ۲۴۸۷ نفر جمعیت دارد.